# Grande esposizione di Londra
La Grande esposizione di Londra (ufficialmente, in inglese, Great London Exposition) fu un'esposizione mondiale programmata a Londra tra il 1º maggio e il 1º novembre 1862. Venne organizzata nei pressi dei giardini della Royal Horticultural Society a South Kensington, Londra, su un'area che in seguito è stata destinata a ospitare alcuni dei più famosi musei della capitale britannica, come il Museo di storia naturale e il Museo della scienza.

## Organizzazione e spazi espositivi
L'esposizione, che fu sponsorizzata dalla Royal Society of Arts, ospitò 28.000 espositori di 36 nazioni differenti. Nello spazio espositivo vennero presentati al pubblico diversi ritrovati dell'industria e della tecnologia. In totale, l'Expo 1862 attrasse circa 6.100.000 di visitatori. I costi ammontarono a 458.842 sterline, a fronte di 459.632 sterline di ricavi. Complessivamente, i profitti raggiunsero pertanto le 790 sterline. L'area espositiva occupava invece 9 ettari.
L'Expo del 1862 fu organizzato a South Kensington, quartiere situato a sud-ovest di Londra. I padiglioni, che vennero progettati da Francis Fowke, costarono 300.000 sterline, cifra coperta in parte dai profitti dell'Expo 1851, che fu la prima esposizione universale organizzata nella storia e che venne anch'essa programmata a Londra. I padiglioni, secondo le intenzioni iniziali del governo britannico, sarebbero dovuti essere permanenti, ma il parlamento decise di farli smantellare destinando il materiale ricavato alla costruzione dell'Alexandra Palace.

## Le esposizioni

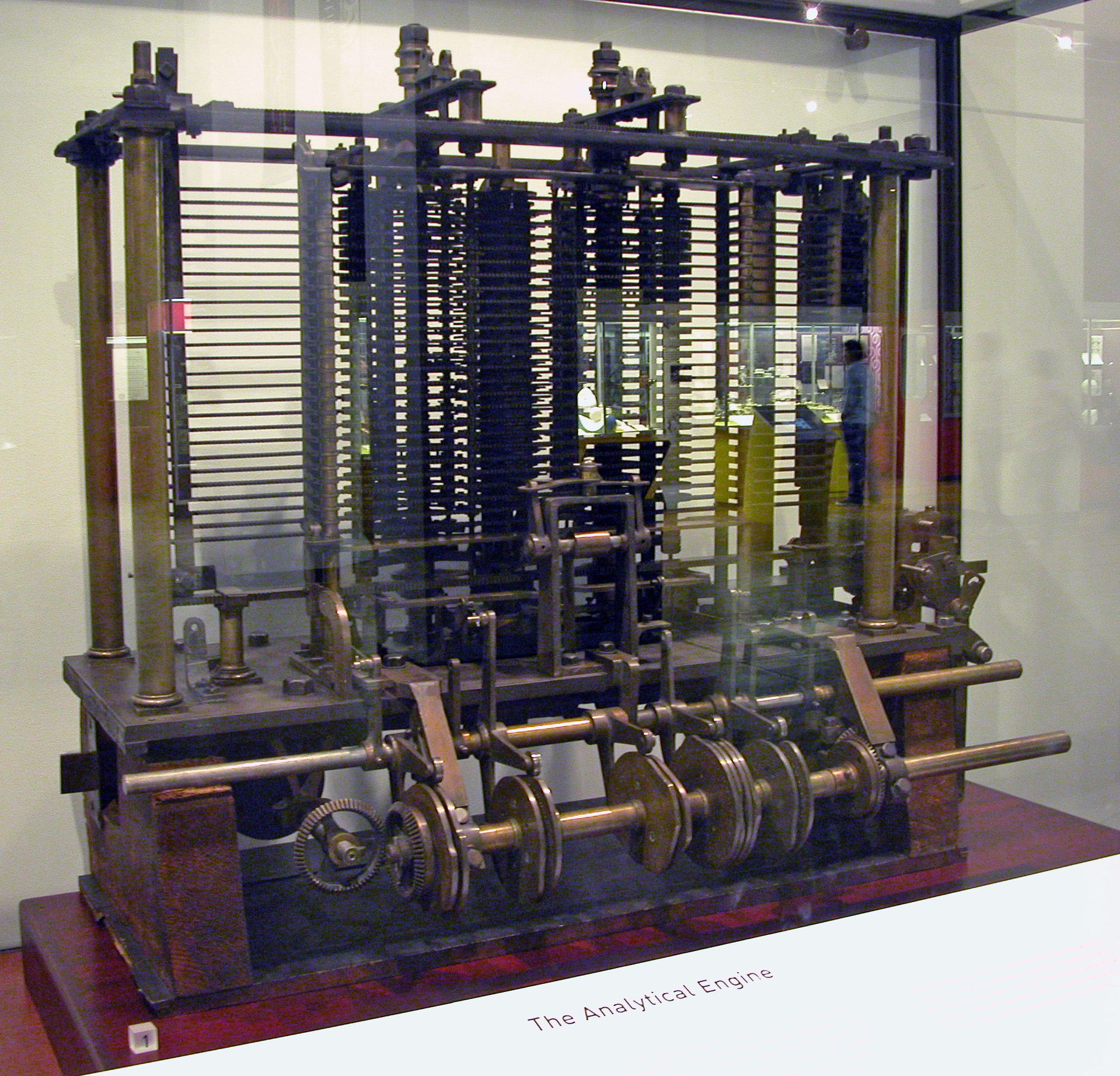
Una ricostruzione della macchina analitica di Charles Babbage

Tra le esposizioni più importanti, figurò la macchina analitica di Charles Babbage, ovvero il primo prototipo di un computer meccanico concepito per compiere operazioni generiche. All'Expo 1862 vennero anche presentati la prima gomma prodotta con l'uso del caucciù e il convertitore Bessemer per la produzione dell'acciaio.
La compagnia ferroviaria britannica London and North Western Railway presentò invece il modello di locomotiva No. 531 "Lady of the Lake", che sarebbe stata destinata ai convogli per il trasporto di passeggeri. L'Expo 1862 ospitò anche un campionato internazionale di scacchi.

## La musica della cerimonia d'apertura
A differenza dell'Esposizione Universale del 1851 di Londra, la Royal Society of Arts decise di commissionare dei brani musicali da eseguire durante la cerimonia di apertura, che era programmata per il 1º maggio 1862. Fu deciso di incaricare quattro musicisti in rappresentanza di quattro nazioni. Vennero sentiti Giacomo Meyerbeer (Germania), Daniel-François-Esprit Auber (Francia), William Sterndale Bennett (Gran Bretagna), che accettarono; per l'Italia, da poco unificata, fu contattato Gioachino Rossini, che declinò l'offerta. A questo punto venne sentito Giuseppe Verdi, che invece accettò l'invito.
William Sterndale Bennett scrisse Ode Written Expressly for the Opening of the International Exhibition (su un testo di Alfred Tennyson), Giacomo Meyerbeer compose Fest-Ouvertüre im Marschstyl, mentre Daniel-François-Esprit Auber scrisse Grand triumphal march. Giuseppe Verdi compose invece l'Inno delle Nazioni, che sollevò alcune polemiche per la presenza, nella parte finale, delle note della Marsigliese, simbolo della Repubblica Francese. Questi problemi causarono l'esclusione dell'inno di Verdi dalla cerimonia di apertura. L'Inno delle Nazioni era infatti in aperto contrasto con la politica francese dell'epoca, che era retta da un imperatore, Napoleone III. L'inno delle nazioni si chiudeva poi con God Save the Queen e il Canto degli Italiani, che all'epoca non era ancora l'inno nazionale italiano. La composizione di Verdi debuttò in seguito, il 24 maggio 1862 al His Majesty's Theatre di Londra, in un concerto organizzato da James Henry Mapleson.